# Якимов, Пётр Михайлович
Пётр Михайлович Якимов — советский хозяйственный, государственный и политический деятель.

## Биография
Родился в 1914 году в селе Юледур. Член ВКП(б).
С 1929 года — на хозяйственной, общественной и политической работе. В 1929—1972 гг. — счетовод, слушатель сельскохозяйственных курсов, председатель колхоза «У Нолю» Куженерского района, участник Великой Отечественной войны, председатель колхоза «Победа», бригадир колхоза «Искра» Куженерского района Марийской АССР.
Избирался депутатом Верховного Совета СССР 3-го созыва.
Умер в 1982 году в селе Юледур.